# محمد علي ياتاغان
محمد على ياتاغان (بالتركية: Mehmet Ali Yatağan)‏ مواليد 30 أبريل 1993 في إسطنبول، هو لاعب كرة سلة تركي. بدأ مسيرته الاحترافية في سنة 2011. يبلغ طوله 6 قدم 1 بوصة (1.9 م). لعب مع بشكتاش لكرة السلة وبورصا سبور.

## روابط خارجية
- محمد علي ياتاغان على موقع كرة السلة الأوروبية.كوم (الإنجليزية)
- محمد علي ياتاغان على موقع ريلجم (الإنجليزية)